# Municipio de Sitalá
El Municipio de Sitalá es uno de los 124 municipios que conforman el estado de Chiapas, su cabecera es la localidad de Sitalá.

## Toponimia
La palabra Sitalá significa en la lengua náhuatl, "nagual del padre del miedo".

## Geografía

### Límites
Las coordenadas extremas del municipio son: al norte 17°06' de latitud norte; al sur 16°59' de latitud; al este 92°16' de longitud oeste; al oeste 92°26' de longitud. El municipio de Sitalá colinda con los siguientes municipios:
- Al norte y este: Chilón.
- Al sur: San Juan Cancuc.
- Al oeste: Pantelhó.

## Demografía
De acuerdo a los resultados del Censo de Población y Vivienda de 2020 realizado por el Instituto Nacional de Estadística y Geografía, la población total de Sitalá es de 15 518 habitantes, de los cuales 7 624 son hombres y 7 894 son mujeres.

### Localidades
En el censo de 2020 el municipio de Sitalá contaba con 120 localidades.
| Código INEGI      | Localidad             | Población (2020) |
| ----------------- | --------------------- | ---------------- |
| 070820001         | Sitalá                | 2 091            |
| 070820023         | Golonchán Viejo       | 1 305            |
| 070820060         | Santa Cruz la Reforma | 1 175            |
| Otras localidades | Otras localidades     | 10 947           |
| Total municipal   | Total municipal       | 15 518           |